# Vancouver Open
Vancouver Open – kobiecy turniej tenisowy zaliczany do cyklu WTA 125 oraz męski turniej tenisowy zaliczany do cyklu ATP Challenger Tour. Rozgrywany na kortach twardych w kanadyjskim Vancouver od 2002 roku.

## Mecze finałowe

### Gra pojedyncza mężczyzn
| Rok        | Zwycięzca                                    | Finalista                                    | Wynik                                        |
| 2022       | Constant Lestienne                           | Arthur Rinderknech                           | 6:0, 4:6, 6:3                                |
| 2021– 2020 | Turniej anulowano z powodu pandemii COVID-19 | Turniej anulowano z powodu pandemii COVID-19 | Turniej anulowano z powodu pandemii COVID-19 |
| 2019       | Ričardas Berankis                            | Jason Jung                                   | 6:3, 5:7, 6:4                                |
| 2018       | Daniel Evans                                 | Jason Kubler                                 | 4:6, 7:5, 7:6(3)                             |
| 2017       | Cedrik-Marcel Stebe                          | Jordan Thompson                              | 6:0, 6:1                                     |
| 2016       | Turniej nie był rozgrywany                   | Turniej nie był rozgrywany                   | Turniej nie był rozgrywany                   |
| 2015       | Dudi Sela                                    | John-Patrick Smith                           | 6:4, 7:5                                     |
| 2014       | Markos Pagdatis                              | Farrux Doʻstov                               | 7:6(6), 6:3                                  |
| 2013       | Vasek Pospisil                               | Daniel Evans                                 | 6:0, 1:6, 7:5                                |
| 2012       | Igor Sijsling                                | Serhij Bubka                                 | 6:1, 7:5                                     |
| 2011       | James Ward                                   | Robby Ginepri                                | 7:5, 6:4                                     |
| 2010       | Dudi Sela                                    | Ričardas Berankis                            | 7:5, 6:2                                     |
| 2009       | Markos Pagdatis                              | Xavier Malisse                               | 6:4, 6:4                                     |
| 2008       | Dudi Sela                                    | Kevin Kim                                    | 6:3, 6:0                                     |
| 2007       | Frédéric Niemeyer                            | Sam Querrey                                  | 4:6, 6:4, 6:3                                |
| 2006       | Rik de Voest                                 | Amer Delić                                   | 7:6(4), 6:2                                  |
| 2005       | Dudi Sela                                    | Paul Baccanello                              | 6:2, 6:3                                     |

### Gra pojedyncza kobiet
| Rok                     | Zwyciężczyni                                 | Finalistka                                   | Wynik                                        |
| 2022                    | Walendini Gramatikopulu                      | Lucia Bronzetti                              | 6:2, 6:4                                     |
| ↑ WTA 125 ↑             |                                              |                                              |                                              |
| 2021– 2020              | Turniej anulowano z powodu pandemii COVID-19 | Turniej anulowano z powodu pandemii COVID-19 | Turniej anulowano z powodu pandemii COVID-19 |
| 2019                    | Heather Watson                               | Sara Sorribes Tormo                          | 7:5, 6:4                                     |
| 2018                    | Misaki Doi                                   | Heather Watson                               | 6:7(4), 6:1, 6:4                             |
| 2017                    | Maryna Zanewśka                              | Danka Kovinić                                | 5:7, 6:1, 6:3                                |
| 2016                    | Turniej nie był rozgrywany                   | Turniej nie był rozgrywany                   | Turniej nie był rozgrywany                   |
| 2015                    | Johanna Konta                                | Kirsten Flipkens                             | 6:2, 6:4                                     |
| 2014                    | Jarmila Gajdošová                            | Łesia Curenko                                | 3:6, 6:2, 7:6(3)                             |
| 2013                    | Johanna Konta                                | Sharon Fichman                               | 6:4, 6:2                                     |
| 2012                    | Mallory Burdette                             | Jessica Pegula                               | 6:3, 6:0                                     |
| 2011                    | Aleksandra Wozniak                           | Jamie Hampton                                | 6:3, 6:1                                     |
| 2010                    | Jelena Dokić                                 | Virginie Razzano                             | 6:1, 6:4                                     |
| 2009                    | Stéphanie Dubois                             | Sania Mirza                                  | 1:6, 6:4, 6:4                                |
| 2008                    | Urszula Radwańska                            | Julie Coin                                   | 2:6, 6:3, 7:5                                |
| 2007                    | Anne Keothavong                              | Stéphanie Dubois                             | 7:5, 6:1                                     |
| 2006                    | Ansley Cargill                               | Valérie Tétreault                            | 7:5, 6:4                                     |
| 2005                    | Ansley Cargill                               | Mélanie Gloria                               | 6:4, 6:2                                     |
| ↑ ITF Women’s Circuit ↑ |                                              |                                              |                                              |
| 2004                    | Nicole Vaidišová                             | Laura Granville                              | 2:6, 6:4, 6:2                                |
| ↑ WTA Tier V ↑          |                                              |                                              |                                              |
| 2003                    | Anna-Lena Grönefeld                          | Vilmarie Castellvi                           | 6:2, 6:4                                     |
| 2002                    | Marija Szarapowa                             | Laura Granville                              | 0:6, 6:3, 6:1                                |
| ↑ ITF Women’s Circuit ↑ |                                              |                                              |                                              |

### Gra podwójna mężczyzn
| Rok        | Zwycięzcy                                    | Finaliści                                    | Wynik                                        |
| 2022       | André Göransson Ben McLachlan                | Treat Huey John-Patrick Smith                | 6:7(4), 7:6(7), 11–9                         |
| 2021– 2020 | Turniej anulowano z powodu pandemii COVID-19 | Turniej anulowano z powodu pandemii COVID-19 | Turniej anulowano z powodu pandemii COVID-19 |
| 2019       | Robert Lindstedt Jonny O’Mara                | Treat Huey Adil Shamasdin                    | 6:2, 7:5                                     |
| 2018       | Luke Bambridge Neal Skupski                  | Marc Polmans Max Purcell                     | 4:6, 6:3, 10–6                               |
| 2017       | James Cerretani Neal Skupski                 | Treat Huey Robert Lindstedt                  | 7:6(6), 6:2                                  |
| 2016       | Turniej nie był rozgrywany                   | Turniej nie był rozgrywany                   | Turniej nie był rozgrywany                   |
| 2015       | Treat Huey Frederik Nielsen                  | Yuki Bhambri Michael Venus                   | 7:6(4), 6:7(3), 10–5                         |
| 2014       | Austin Krajicek John-Patrick Smith           | Marcus Daniell Artem Sitak                   | 6:3, 4:6, 10–8                               |
| 2013       | Jonatan Erlich Andy Ram                      | James Cerretani Adil Shamasdin               | 6:1, 6:4                                     |
| 2012       | Maxime Authom Ruben Bemelmans                | John Peers John-Patrick Smith                | 6:4, 6:2                                     |
| 2011       | Treat Huey Travis Parrott                    | Jordan Kerr David Martin                     | 6:2, 1:6, 16–14                              |
| 2010       | Treat Huey Dominic Inglot                    | Ryan Harrison Jesse Levine                   | 6:4, 7:5                                     |
| 2009       | Kevin Anderson Rik de Voest                  | Ramón Delgado Kaes Van't Hof                 | 6:4, 6:4                                     |
| 2008       | Eric Butorac Travis Parrott                  | Rik de Voest Ashley Fisher                   | 6:4, 7:6(3)                                  |
| 2007       | Rik de Voest Ashley Fisher                   | Alex Kuznetsov Donald Young                  | 6:1, 6:2                                     |
| 2006       | Eric Butorac Travis Parrott                  | Rik de Voest Glenn Weiner                    | 4:6, 6:3, 11–9                               |
| 2005       | Ashley Fisher Tripp Phillips                 | Huntley Montgomery Rajeev Ram                | 7:6(6), 1:6, 6:3                             |

### Gra podwójna kobiet
| Rok                     | Zwyciężczynie                                | Finalistki                                   | Wynik                                        |
| 2022                    | Miyu Katō Asia Muhammad                      | Tímea Babos Angela Kulikov                   | 6:3, 7:5                                     |
| ↑ WTA 125 ↑             |                                              |                                              |                                              |
| 2021– 2020              | Turniej anulowano z powodu pandemii COVID-19 | Turniej anulowano z powodu pandemii COVID-19 | Turniej anulowano z powodu pandemii COVID-19 |
| 2019                    | Nao Hibino Miyu Katō                         | Naomi Broady Erin Routliffe                  | 6:2, 6:2                                     |
| 2018                    | Desirae Krawczyk Giuliana Olmos              | Kateryna Kozłowa Arantxa Rus                 | 6:2, 7:5                                     |
| 2017                    | Jessica Moore Jocelyn Rae                    | Desirae Krawczyk Giuliana Olmos              | 6:1, 7:5                                     |
| 2016                    | Turniej nie był rozgrywany                   | Turniej nie był rozgrywany                   | Turniej nie był rozgrywany                   |
| 2015                    | Johanna Konta Maria Sanchez                  | Raluca Olaru Ana Tatiszwili                  | 7:6(5), 6:4                                  |
| 2014                    | Asia Muhammad Maria Sanchez                  | Jamie Loeb Allie Will                        | 6:3, 1:6, 10–8                               |
| 2013                    | Sharon Fichman Maryna Zanewśka               | Jacqueline Cako Natalie Pluskota             | 6:2, 6:2                                     |
| 2012                    | Julja Gluszko Olivia Rogowska                | Jacqueline Cako Natalie Pluskota             | 6:4, 5:7, 10–7                               |
| 2011                    | Karolína Plíšková Kristýna Plíšková          | Jamie Hampton Noppawan Lertcheewakarn        | 5:7, 6:2, 10–2                               |
| 2010                    | Chang Kai-chen Heidi El Tabakh               | Irina Falconi Amanda Fink                    | 3:6, 6:3, 10–4                               |
| 2009                    | Ahsha Rolle Riza Zalameda                    | Madison Brengle Lilia Osterloh               | 6:4, 6:3                                     |
| 2008                    | Carly Gullickson Nicole Kriz                 | Christina Fusano Junri Namigata              | 6:7(4), 6:1, 10–5                            |
| 2007                    | Stéphanie Dubois Marie-Ève Pelletier         | Soledad Esperón Agustina Lepore              | 6:4, 6:4                                     |
| 2006                    | Nicole Kriz Story Tweedie-Yates              | Jennifer Magley Courtney Nagle               | 7:5, 6:3                                     |
| 2005                    | Sarah Borwell Sarah Riske                    | Lauren Barnikow Antonia Matic                | 6:4, 3:6, 7:6(0)                             |
| ↑ ITF Women’s Circuit ↑ |                                              |                                              |                                              |
| 2004                    | Bethanie Mattek Abigail Spears               | Els Callens Anna-Lena Grönefeld              | 6:3, 6:3                                     |
| ↑ WTA Tier V ↑          |                                              |                                              |                                              |
| 2003                    | Amanda Augustus Mélanie Marois               | Nicole Sewell Andrea van den Hurk            | 7:6(4), 6:4                                  |
| 2002                    | Amanda Augustus Renata Kolbovic              | Lauren Kalvaria Gabriela Lastra              | 7:5, 7:5                                     |
| ↑ ITF Women’s Circuit ↑ |                                              |                                              |                                              |